# Surskoje
Surskoje (ros. Сурское) – osiedle typu miejskiego w Rosji, w obwodzie uljanowskim, ośrodek administracyjny rejonu surskiego. W 2010 liczyło 6852 mieszkańców.